# ماوسون لیکس، استرالیای جنوبی
ماوسون لیکس (به انگلیسی: Mawson Lakes) یک حومه شهر در استرالیا است که در استرالیای جنوبی واقع شده‌است.